# Footprint Center
Footprint Center (tidligere kendt som America West Arena, US Airways Center,Talking Stick Resort Arena og Phoenix Suns Arena) er en sportsarena i Phoenix i Arizona, USA, der er hjemmebane for NBA-holdet Phoenix Suns. En årrække var det desuden spillestedet for NHL-klubben Arizona Coyotes. Arenaen har plads til ca. 18.000 tilskuere, og blev indviet 1. juni 1992.
Phoenix Suns Arena er desuden ofte arrangør af koncerter, og Bon Jovi, Metallica, Green Day, Backstreet Boys og Janet Jackson er blandt de navne der har optrådt i arenaen.